# Монро (округ, Міссісіпі)
Шаблон:StateAbbr_ 33°53′ пн. ш. 88°29′ зх. д. / 33.89° пн. ш. 88.49° зх. д.
Округ  Монро (англ. Monroe County) — округ (графство) у штаті Міссісіпі, США. Ідентифікатор округу 28095.

## Історія
Округ утворений 1821 року.

## Демографія
За даними перепису 
2000 року 
загальне населення округу становило 38014 осіб, зокрема міського населення було 13053, а сільського — 24961.
Серед мешканців округу чоловіків було 17976, а жінок — 20038. В окрузі було 14603 домогосподарства, 10667 родин, які мешкали в 16236 будинках.
Середній розмір родини становив 3,07.
Віковий розподіл населення поданий у таблиці:
| Стать    | До 15 років | 15-21 | 22-29 | 30-39 | 40-49 | 50-65 | 65-85 | Понад 85 |
| -------- | ----------- | ----- | ----- | ----- | ----- | ----- | ----- | -------- |
| Чоловіки | 4255        | 2049  | 1807  | 2480  | 2499  | 2902  | 1787  | 197      |
| Жінки    | 4169        | 1884  | 1963  | 2732  | 2753  | 3196  | 2805  | 536      |

## Суміжні округи
- Ітавамба — північ
- Ламар, Алабама — схід
- Лаундс — південь
- Клей — південний захід
- Чикасо — захід
- Лі — північний захід

## Виноски
1. ↑  U.S. Decennial Census. United States Census Bureau. Архів оригіналу за 19 липня 2018. Процитовано 6 листопада 2014.
2. ↑  Historical Census Browser. University of Virginia Library. Архів оригіналу за 11 серпня 2012. Процитовано 6 листопада 2014.
3. ↑  Population of Counties by Decennial Census: 1900 to 1990. United States Census Bureau. Архів оригіналу за 28 грудня 2014. Процитовано 6 листопада 2014.
4. ↑  Census 2000 PHC-T-4. Ranking Tables for Counties: 1990 and 2000 (PDF). United States Census Bureau. Архів оригіналу (PDF) за 18 грудня 2014. Процитовано 6 листопада 2014.
5. ↑  State & County QuickFacts. United States Census Bureau. Архів оригіналу за 22 червня 2011. Процитовано 4 вересня 2013.(англ.) Наведено за англійською вікіпедією.
6. ↑  American FactFinder. Бюро перепису населення США. Архів оригіналу за 26 лютого 2012. Процитовано 31 січня 2008.

| США | Це незавершена стаття з географії США. Ви можете допомогти проєкту, виправивши або дописавши її. |